# ATG4B
Protease de cisteína ATG4B é uma enzima que em humanos é codificada pelo gene ATG4B.

## Função
A autofagia é o processo pelo qual proteínas endógenas e organelas danificadas são destruídas intracelularmente. Postula-se que a autofagia é essencial para a homeostase celular e a remodelação celular durante a diferenciação, metamorfose, morte celular não apoptótica e envelhecimento. Níveis reduzidos de autofagia foram descritos em alguns tumores malignos, e um papel para a autofagia no controle do crescimento celular desregulado ligado ao câncer foi proposto. Este gene codifica um membro da família de proteínas autofaginas. A proteína codificada também é designada como um membro da família C-54 de proteases de cisteína. Variantes de splice da transcrição alternativa, codificando diferentes isoformas, foram caracterizadas.

## Interações
Foi demonstrado que ATG4B interage com GABARAPL2.